# 간자키정 (효고현)
간자키정(神崎町)은 효고현 중서부에 존재했던 정이다. 효고현 나카하리마 현민국 관할이었다.
2005년 11월 7일, 오카와치정과 합병해 가미카와정이 되어 소멸하였다.

## 지리
하리마 지방 북부에 위치하고 이치카와 수계의 오치카와·이노시노가와 유역을 차지하는 산간부의 마을이다.

## 역사
- 1955년 3월 31일 - 오치다니촌, 오야마촌, 아와가촌이 합병해 성립하였다.
- 2004년 - 전국소방 조법훈련대회에 제8분단 제1부(현: 후쿠모토분단)가 출전해 3위.
- 2005년 11월 7일 - 오가와치정과 합병해 가미카와정이 성립하였다. 동일 간자키정은 폐지되었다. 정으로 시행한지 50주년이었다.

## 교통

### 도로
- 국도 제312호선 (일본)(일본어판)